# Henrique III de Meissen
Henrique III o Ilustre (em alemão Heinrich der Erlauchte, Meissen? 1215? - Dresde, 15 de fevereiro de 1288) teve os seguintes títulos:
- Marquês de Meissen-Lusácia (1221-1288)
- Conde da Turíngia (1247-1265)
- Conde Palatino de Saxônia (1247-1265)

Seu pais foram  Teodorico I o Oprimido e Juta da Turíngia (filha do landgrave Germano I da Turíngia). Esteve casado com Constança da Áustria (com a que teve Alberto II o Degenerado), Inês de Boêmia e Isabel von Maltitz (com quem teve Friedrich Clemm, Hermann).
Foi o filho mais novo de Teodorico I, que o sucedeu em 1221 aos 6 anos. Amante da música, foram famosos em toda Europa nos torneios de Minnesinger que ele mesmo organizava e nos quais inclusive participava, já que foi trovador em sua juventude. Foi um grande promotor da cultura em seus domínios e também fomentou a fundação de novas cidades na marca.
Aliou-se ao imperador Federico II em suas lutas contra o Papa, durante o período de anarquia com o imperador fora da Germânia. No entanto, seu tio materno Henrique Raspe foi nomeado rei com apoio do Papa. A morte na batalha de Henrique Raspe, o último dos Ludowinger, em 1247, permitiu-lhe adquirir Turíngia para a casa de Wettin, bem como o condado palatino da Saxônia.
Ao longo de seu longo reinado aumentou em grande parte os territórios Wettin: em 1243 tinha acrescentado o território de Pleissnerland com as cidades de Altenburgo, Zwickau e Chemnitz que recebeu como dote pelo casamento de seu filho Alberto IIcom Margarita de Hohenstaufen, filha do imperador Federico II; em 1249 obteve a jurisdição sobre Weissenfels e em 1263 sobre Leipzig. Não obstante, foi repartindo suas posses entre seus filhos antes de morrer. Para Alberto o Condado de Turíngia, a Dedo fez-lhe marquês de Landsberg, a Federico Clemm deu-lhe territórios em torno de Dresden.